# Gnathia camuripenis
Gnathia camuripenis är en kräftdjursart som beskrevs av Tanaka 2004. Gnathia camuripenis ingår i släktet Gnathia och familjen Gnathiidae. Inga underarter finns listade i Catalogue of Life.